# Pahu

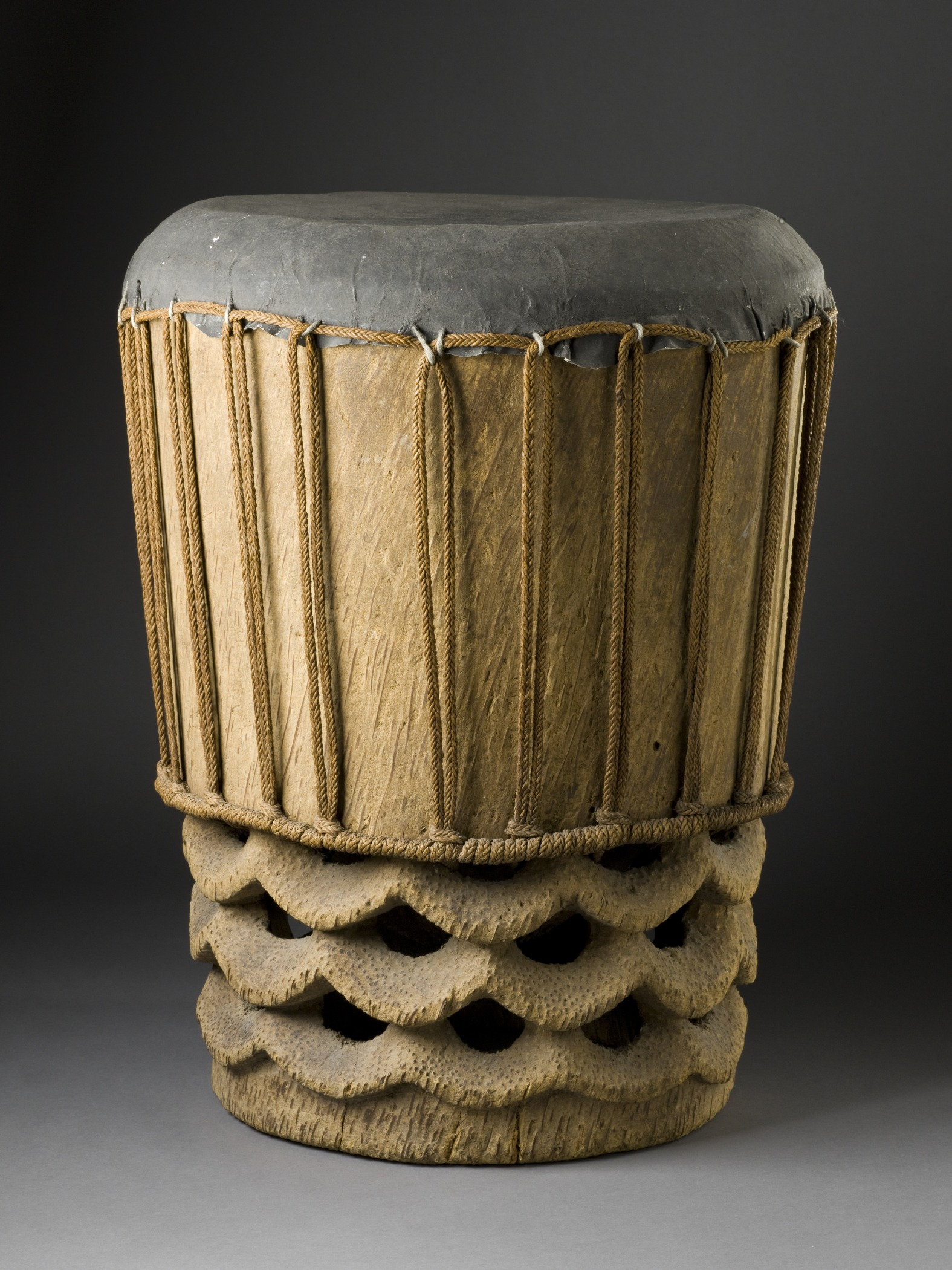
Pahu von etwa 1778

Pahu ist die Bezeichnung für unterschiedliche ein- oder zweifellige Röhrentrommeln im östlichen Polynesien, deren Korpus aus einem ausgehöhlten Holzstück besteht, das mit Haifischhaut bespannt ist. Sie ergänzen oder ersetzen die im Pazifik weit verbreiteten Schlitztrommeln und Bambusstampfrohre. Ihr praktisch einziges Gegenstück im westlichen Ozeanien ist die in Melanesien vorkommende sanduhrförmige kundu.
Die kurze zweifellige pahu, die zum traditionellen Perkussionsensemble von Tahiti gehört, stammt von der europäischen Kleinen Trommel ab. Die pahu ist eines der Musikinstrumente, die die polynesischen Einwanderer bei der Besiedlung Hawaiis aus Tahiti mitbrachten. Das Wort gehört zum Bedeutungsumfeld von Trommeln in der hawaiischen Sprache. Die Trommeln werden mit der Hand geschlagen.
Einfellige Standtrommeln sind am unteren Ende oft mit durchbrochenem Schnitzwerk verziert. Das Trommelfell ist mit Schnüren befestigt. Das Anfertigen eines solchen Instruments in Handarbeit gehört zur traditionellen Ausbildung eines Kumu Hula (Hula Meister-Lehrers) in Hawaii. Pahu waren früher von sakraler Bedeutung.

## Diskografie
- Hawaiian Drum Dance Chants: Sounds of Power in Time. Smithsonian/Folkways SF 40015. CD mit historischen Aufnahmen zusammengestellt von Elizabeth Tatar, 1989